# 中塚古墳
中塚古墳（日语：／ Nakatsukakofun）是位於日本福井縣三方上中郡若狹町脇袋的一座前方後圓墳，屬於上中古墳群下轄的脇袋古墳群，日本國史跡。

## 概要
| 古墳群 | 古墳名       | 形狀       | 墳丘長 | 建造時期 |
| ------ | ------------ | ---------- | ------ | -------- |
| 脇袋   | 上之塚古墳   | 前方後圓墳 | 100米  | 5世紀初  |
| 脇袋   | 城山古墳     | 前方後圓墳 | 63米   | 5世紀中  |
| 脇袋   | 西塚古墳     | 前方後圓墳 | 74米   | 5世紀後  |
| 脇袋   | 中塚古墳     | 前方後圓墳 | 72米   | 5世紀末  |
| 天德寺 | 十善之森古墳 | 前方後圓墳 | 68米   | 6世紀初  |
| 日笠   | 上船塚古墳   | 前方後圓墳 | 70米   | 6世紀前  |
| 日笠   | 下船塚古墳   | 前方後圓墳 | 85米   | 6世紀中  |

古墳位處於福井縣西南若狹地方中心部分，膳部山的西側山麓，膳部山上共有7座古墳（現存5座），構成了脇袋古墳群。其中，本古墳、西塚古墳與上之塚古墳被視為若狹地方的廣域首長墓（若狹的王墓），因此古墳所在地被稱為「王家之谷」。本古墳經歷了住宅化和農地改建的影響，墳丘的形造遭到大幅改動。
古墳為左右不對稱的前方後圓墳，前方部分朝南，與西塚古墳相同，異於上之塚古墳。墳丘有兩層，
其表面鋪有葺石，其周圍由盾形的周濠所包圍，而周濠外堤的斜面也發現了葺石，周濠內則出土了圓筒埴輪。古墳的墓室形態不明，但是推測為橫穴式石室。
古墳建於古墳時代中期（約5世紀末或5世紀末至6世紀初）。在一眾若狹首長墓中，古墳的建造時期先於十善之森古墳，後於西塚古墳。入葬者雖然不明，但是從其後方的「膳部山」的名稱推測，古墳所屬的脇袋古墳群和上中古墳群一帶為若狹國造的膳臣一族的首長墓群。
1935年，古墳獲指定為日本國史跡，1992年進行了考古調查，其後奈良文化研究所和若狹町在2008年進行了地底雷達探査和電勘探。

## 規模
古墳規模如下。
- 墳丘長：約70米（或72米[6]）
- 後圓部分直徑：約46米
- 前方部分寬：約60米

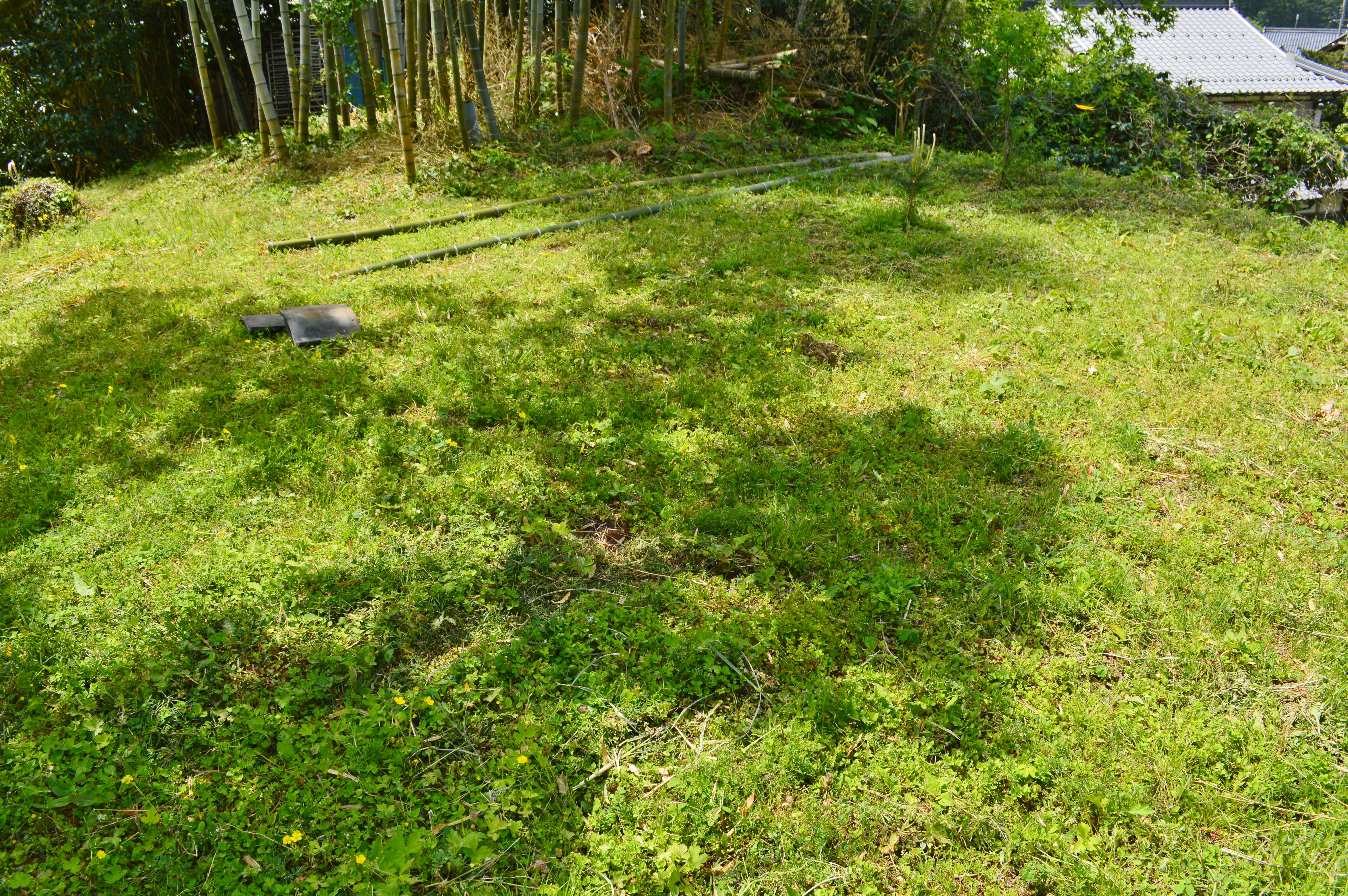
墳頂

## 文化財

### 日本國史跡
- 中塚古墳 - 1935年12月24日指定[7]。

## 外部連結
- - 國指定文化財等數據庫（日語）
- - 線上文化遺產（文化廳） （日語）
- 中塚古墳（页面存档备份，存于）
- 中塚古墳（页面存档备份，存于）